# Russy-Bémont
Russy-Bémont ist eine französische Gemeinde mit 237 Einwohnern (Stand: 1. Januar 2022) im Département Oise in der Region Hauts-de-France. Sie gehört zum Arrondissement Senlis und zum Kanton Crépy-en-Valois. 

## Geographie
Russy-Bémont liegt etwa 27 Kilometer ostnordöstlich von Senlis und etwa 21 Kilometer südsüdöstlich von Compiègne. Die Automne begrenzt die Gemeinde im Nordosten. Umgeben wird Russy-Bémont von den Nachbargemeinden Bonneuil-en-Valois im Norden und Nordosten, Vez im Osten, Vaumoise im Süden und Südosten, Gondreville im Süden, Crépy-en-Valois im Südwesten, Feigneux im Westen sowie Fresnoy-la-Rivière im Nordwesten.

## Einwohner
| 1962                      | 1968 | 1975 | 1982 | 1990 | 1999 | 2006 | 2013 |
| ------------------------- | ---- | ---- | ---- | ---- | ---- | ---- | ---- |
| 252                       | 265  | 259  | 210  | 149  | 150  | 176  | 205  |
| Quelle: Cassini und INSEE |      |      |      |      |      |      |      |

## Sehenswürdigkeiten
Siehe auch: Liste der Monuments historiques in Russy-Bémont
- Kirche Saint-Laurent, seit 1927 Monument historique

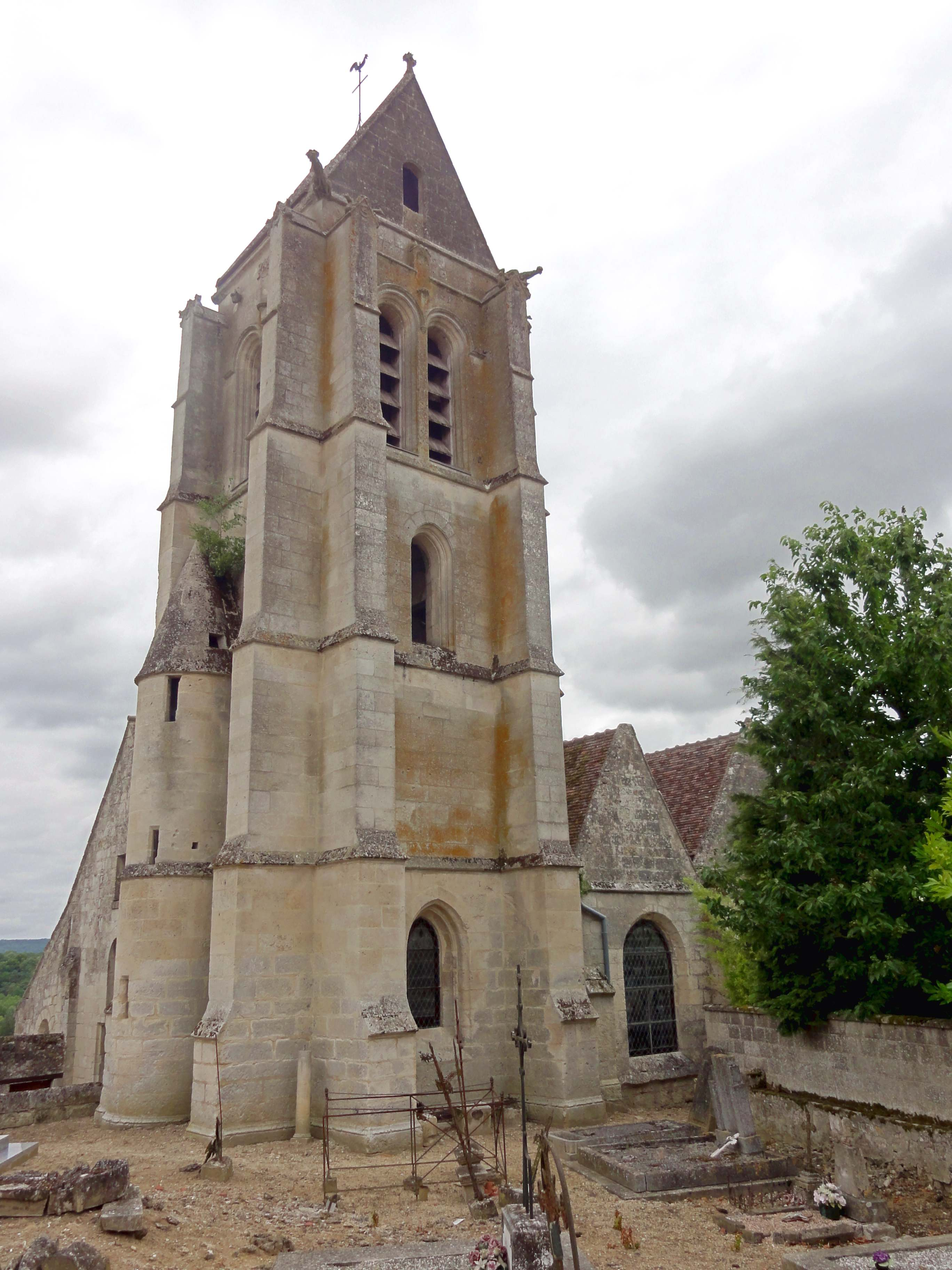
Kirche Saint-Laurent